# دسیدراتا
دسیدراتا، همسر شارلمانی و ملکهٔ فرانک‌ها از زمان ازدواجش با شارلمانی در ۷۷۰ تا هنگام جدائیشان در ۷۷۱ بود.

## زندگی‌نامه
دسیدرتا یکی از چهار دختر دسیدریوس، پادشاه لمباردها و همسرش ملکه آنسا بود. او در سال ۷۷۰ میلادی و احتمالاً به‌منظور ایجاد پیوند بین دو کشور لمباردی و فرانکیا که تا آن‌زمان دشمن یکدیگر بودند به‌ازدواج شارلمانی، پادشاه فرانک‌ها درآمد. با اینحال ازدواج آن‌دو بیش از یک‌سال دوام نیاورد و در سال ۷۷۱ میلادی از یکدیگر جداشدند. این جدایی باعث تیرگی دوبارهٔ روابط بین دو کشور شد و در سال ۷۷۴ میلادی جنگ بین لمباردها و فرانک‌ها درگرفت.
دسیدرتا فرزندی نداشت و از سرنوشتش نیز اطلاعی در دست نیست.

## اختلاف نظر درمورد نام دسیدراتا
علی‌رغم آنکه دسیدراتا تاکنون با این نام مورد اشاره قرار گرفته‌است اما چنین احتمال داده می‌شود که این نام شاید به‌اشتباه و در نتیجهٔ بزرگ‌نویسی حرف D در ابتدای desideratam filiam (که در زبان لاتین به‌معنای دختر مطلوب است) در نسخهٔ سدهٔ نوزدهمی Monumenta Germaniae Historica به‌عنوان نام او در نظر گرفته‌شده‌باشد.
از سوی دیگر جنت نلسون، تاریخ‌نگار بریتانیایی در موضوعات مربوطه به کارولنژی‌ها، این فرضیه را در ۱۹۹۸ عنوان ساخت که دختر دسیدریوس دراصل گِرپِرگا نام داشت. دلیل نلسون برای این سخن، اشتباه‌گرفته‌شدن این ملکه با گِربِرگا (تفاوت نام در پ و ب)، همسر فرانک‌تبار کارلمان یکم، برادر شارلمانی و فرمانروای مشترک با او از ۷۶۸ تا ۷۷۱ توسط بسیاری از هم‌عصران آنهاست. حتی پاپ استفان سوم نیز ظاهراً آن‌ها را با یکدیگر اشتباه‌گرفته و تاریخ‌نویسان نیز چنین نوشته‌اند که گربرگا، پس از مرگ شوهرش به دربار پدرش دسیدریوس گریخت (درحالی‌که دسیدریوس اصلاً پدر او نبود).
با این‌حال آنچه مسلم است این است که دسیدریوس و همسرش آنسا، صاحب سه دختر دیگر به‌نام‌های آنسلپرگا، آدلپرگا و لیوتپرگا نیز بودند که نام‌های هرسه نفرشان به پِرگا ختم می‌شد. نلسون با توجه به این مورد اعتقاد دارد که دو ملکه به‌دلیل یکسانی نامشان با یکدیگر اشتباه گرفته شده‌اند.
گربرگا در زبان فرانکی و گرپرگا در زبان لمباردی، هر دو نسخه‌هایی قدیمی از نام فرانسوی امروزی ژربرژ هستند.